# Egyptian Natural Gas Holding Company
La compagnie gazière publique égyptienne (EGAS) est une holding appartenant à l'État égyptien, et dont le siège social se situe au Caire.
C'est elle qui possède et gère les participations de l'État dans les différents projets gaziers du pays.
La société a été créée en août 2001 par le ministre égyptien du Pétrole Sameh Fahmy. L'objectif de la compagnie est de parvenir à une croissance durable de devenir un contributeur majeur à l'économie égyptienne et de mettre l'Égypte parmi les principaux acteurs du marché mondial du gaz.
Les principales activités d'EGAS sont d'étendre l'utilisation du gaz naturel dans le marché intérieur, satisfaire la demande locale de gaz, d'encourager les investissements dans les activités de gaz naturel, mener des études technico-économiques pour les projets de gaz, de gérer le transport de gaz et de distribution ainsi que de développer des projets de GNL, participent dans le développement de l'exploration et de la production de gaz naturel et de développer la base de données de l'industrie du gaz naturel. EGAS est également responsable de la délivrance des licences d'exploration de gaz naturel en Égypte.
Mohamed al-Masry est le directeur d'EGAS depuis avril 2016.

## Historique
La compagnie gazière publique égyptienne a été créée en août 2001.
En 2012-2013, la production totale nette de gaz en Égypte atteint 64 milliards de mètres cubes par an. Pendant la période 2014-2015, EGAS signe six accords, trois en mer Méditerranée et trois dans la zone onshore du delta du Nil. Durant ces deux années, la production de gaz va atteindre environ 47 milliards de mètres cubes par an et la consommation locale totale de gaz naturel atteint 47 milliards de mètres cubes par an. C'est en avril 2015 que l'importation de gaz commence, fournissant au réseau national de gaz 850 millions de mètres cubes en 2015.
En avril 2016, le ministre du Pétrole égyptien Tarek al-Moulla remercie le directeur de la compagnie gazière publique égyptienne, Khaled Abdel Badie, et nomme à sa place Mohamed al-Masry qui était jusque-là le directeur de EGPC (Egyptian General Petroleum Corporation), la compagnie pétrolière nationale égyptienne. C'est Tarek al-Hadidi qui remplace Mohamed al-Masry à la tête de l'EGPC.
En mai 2016, BP et l'Egyptian Natural Gas Holding Company (EGAS) annoncent le lancement du projet Atoll Phase One situé dans la zone nord au large de Damiette dans l'est du delta du Nil égyptien.